# Lamarck (Mondkrater)
Lamarck ist ein Einschlagkrater am westlichen Rand der Mondvorderseite, südlich des Kraters Darwin und nordwestlich von Byrgius.
Der unregelmäßig geformte Krater ist extrem stark erodiert und in dem unebenen Geländer der Umgebung kaum auszumachen.
| Buchstabe | Position           | Durchmesser | Link |
| --------- | ------------------ | ----------- | ---- |
| A         | 25,17° S, 70,86° W | 53 km       |      |
| B         | 22,86° S, 69,79° W | 8 km        |      |
| D         | 25,07° S, 74,25° W | 131 km      |      |
| E         | 26,83° S, 75,8° W  | 9 km        |      |
| F         | 26,78° S, 74,4° W  | 6 km        |      |
| G         | 27,3° S, 72,18° W  | 15 km       |      |

Der Krater wurde 1964 von der IAU nach dem französischen Biologen Jean-Baptiste de Lamarck offiziell benannt.